# Mentalista
Mentalista (engl. The Mentalist) kriminalistička je televizijska serija koja se u Americi emituje od 23. septembra 2008. godine. Glavni protagonista serije je Patrik Džejn (tumači ga Sajmon Bejker), istražitelj koji u rešavanju zločina koristi visoko razvijene veštine primećivanja, zaključivanja i umne manipulacije kako bi pomogao Istražnom birou Kalifornije pri rešavanju složenih kriminalističkih istraga. Kritičari su seriju nazvali modernom verzijom Šerloka Holmsa, jer glavni lik rešava najsloženije zločine bez razvijenih naučnih metoda kojim se trenutno koriste mnogobrojne kriminalističke serije. Umesto forenzičarskih metoda u seriji je prisutna klasična detektivska istraga koju usmerava predosećaj, a svaki slučaj rešen je kompleksno i uverljivo. Serija je u Srbiji počela sa emitovanjem 1. novembra 2010. na TV Avala na TV "Nova" o 2019.

## Radnja
Patrik Džejn, nekada poznat kao vidovnjak, pridružuje se timu Istražnog biroa Kalifornije (CBI), instituciji koja pomaže lokalnim, državnim i federalnim agencijama u rešavanju složenih kriminalističkih istraga. Iako je nepredvidljiv i poznat po zaobilaženju pravila, njegove kolege, agenti Kimbal Čo, Vejn Rigzbi i Grejs van Pelt, dive se njegovom šarmu i rešavanju slučajeva uočavajući najsitnije detalje. Njihova šefica, Tereza Lizbon, je nepoverljiva prema njemu, ali ga toleriše jer je od velike koristi u poslu. Njihov odnos je dosta kompleksan. Patrik Džejn pomoću svog dara uvek ide korak ispred forenzičarskih analiza i svojih kolega. Igrajući umne igre on kriminalcima kompleksnih profila i poremećenih umova postavlja sofisticirane umne zamke koje navode svedoke i osumnjičene da razotkriju činjenice kojih ni sami nisu svesni. Džejn je izgubio suprugu i ćerku koje je ubio okrutni serijski ubica poznat kao Crveni Džon, a koji će se na njegovom putu naći i u budućnosti.

## Spoljašnje veze
- Mentalista na sajtu  (jezik: engleski)